# جو بروكس
جو بروكس (بالإنجليزية: Joe Brooks)‏ هو ممثل أمريكي، ولد في 14 ديسمبر 1923 بلوس أنجلوس في الولايات المتحدة، وتوفي بنفس المكان في 5 ديسمبر 2007.

## أعمال

### أفلام
- (1955) شرق عدن[1][2][3]
- (1984) جريملينز[4][5][6]

## وصلات خارجية
- جو بروكس على موقع IMDb (الإنجليزية)
- جو بروكس على موقع قاعدة بيانات الأفلام السويدية (السويدية)
- جو بروكس على موقع قاعدة بيانات الفيلم (الإنجليزية)